# 氷見市立朝日丘小学校
氷見市立朝日丘小学校 （ひみしりつ あさひがおかしょうがっこう）は富山県氷見市にある公立小学校。

## 特色
- 氷見市立南部中学校と併設されており[2]、グラウンドや家庭科室などは共有である。

## 沿革
- 1873年（明治6年）- 省私小学校（南新町）沖融小学校（南上町）創立
- 1874年（明治7年）- 至誠小学校（北新町）創立
- 1887年（明治20年）5月28日 - 沖融、至誠両校を合併して致遠小学校創立
- 1895年（明治28年）4月 - 氷見尋常小学校と改称
- 1900年（明治33年）4月 - 第一氷見尋常小学校と改称、新たに第二氷見尋常小学校を分離
- 1911年（明治44年）4月 - 南上町に改築移転
- 1919年（大正8年）4月 - 上伊勢小学校を分離、上伊勢町に同校独立
- 1924年（大正13年）4月 - 第一氷見尋常小学校を南上尋常小学校と改称
- 1938年（昭和13年）9月6日 - 氷見町大火により南上尋常小学校全焼
- 1940年（昭和15年）2月26日 - 南上尋常小学校の旧校舎跡に新築落成
- 1941年（昭和16年）4月 - 南上国民学校、上伊勢国民学校と改称
- 1949年（昭和24年）4月 - 南上小学校と上伊勢小学校を合併して南小学校と改称
- 1956年（昭和31年）4月 - 上伊勢小学校分離独立
- 1962年（昭和37年）4月 - 南小学校と上伊勢小学校を統合、朝日丘小学校と改称
- 1964年（昭和39年）9月18日 - 新統合校舎完成
- 1982年（昭和57年）4月 - 体育館拡張工事完成
- 1983年（昭和58年）7月 - 学校プ－ル完成
- 2013年（平成25年）3月21日 - 新校舎（南部中学校との併設校）完工式[3]
- 2013年（平成25年）4月1日 - 南部中学校との併設校として新校舎でスタート

## 通学区域と進学先中学校
出典

### 通学区域
- 伊勢大町1丁目、伊勢大町2丁目、地蔵町、本町、南大町、朝日丘、朝日本町、湖光、丸の内（14番5号～14番11号、15番7号～15番15号）、幸町（1番3号～1番25号、2番、9番1号～9番32号、9番76号、9番77号、9番79号～9番82号、10番～20番、21番1号～21番48号、21番67号～21番74号、33番～35番）、窪の一部（通称松田江地区）、十二町の一部（通称清水地区、通称矢崎地区、通称津野地区及び字潟中開）

### 進学先中学校
- 氷見市立南部中学校

## 周辺
- 氷見市立南部中学校 - 同一敷地内で、かつ主な進学先。
- 国道160号
- 富山県立氷見高等学校
- 富山県氷見土木事務所
- 氷見駅